# Liste des titres musicaux numéro un en Allemagne en 1955
Cette page liste les titres numéro un dans les meilleures ventes de disques en Allemagne pour l'année 1955 selon Media Control Charts. 
Les classements sont issus des 100 meilleures ventes de singles. Ils se déroulent du vendredi au jeudi, et sont publiés le mardi par l'industrie musicale allemande.

## Classement des singles
| №  | Date         | Artiste                | Titre                           |
| -- | ------------ | ---------------------- | ------------------------------- |
| 1  | 2 janvier    | Hula Hawaiian Quartett | Jim, Johnny & Jonas             |
| 2  | 9 janvier    | Hula Hawaiian Quartett | Jim, Johnny & Jonas             |
| 3  | 16 janvier   | Hula Hawaiian Quartett | Jim, Johnny & Jonas             |
| 4  | 23 janvier   | Hula Hawaiian Quartett | Jim, Johnny & Jonas             |
| 5  | 30 janvier   | Hula Hawaiian Quartett | Jim, Johnny & Jonas             |
| 6  | 6 février    | Hula Hawaiian Quartett | Jim, Johnny & Jonas             |
| 7  | 13 février   | Hula Hawaiian Quartett | Jim, Johnny & Jonas             |
| 8  | 20 février   | Hula Hawaiian Quartett | Jim, Johnny & Jonas             |
| 9  | 27 février   | Hula Hawaiian Quartett | Jim, Johnny & Jonas             |
| 10 | 5 mars       | Caterina Valente       | Ganz Paris träumt von der Liebe |
| 11 | 12 mars      | Caterina Valente       | Ganz Paris träumt von der Liebe |
| 12 | 19 mars      | Caterina Valente       | Ganz Paris träumt von der Liebe |
| 13 | 26 mars      | Caterina Valente       | Ganz Paris träumt von der Liebe |
| 14 | 2 avril      | Caterina Valente       | Ganz Paris träumt von der Liebe |
| 15 | 9 avril      | Caterina Valente       | Ganz Paris träumt von der Liebe |
| 16 | 16 avril     | Caterina Valente       | Ganz Paris träumt von der Liebe |
| 17 | 23 avril     | Caterina Valente       | Ganz Paris träumt von der Liebe |
| 18 | 30 avril     | Caterina Valente       | Ganz Paris träumt von der Liebe |
| 19 | 7 mai        | Caterina Valente       | Ganz Paris träumt von der Liebe |
| 20 | 14 mai       | Caterina Valente       | Ganz Paris träumt von der Liebe |
| 21 | 21 mai       | Caterina Valente       | Ganz Paris träumt von der Liebe |
| 22 | 28 mai       | Caterina Valente       | Ganz Paris träumt von der Liebe |
| 23 | 4 juin       | Caterina Valente       | Ganz Paris träumt von der Liebe |
| 24 | 11 juin      | Caterina Valente       | Ganz Paris träumt von der Liebe |
| 25 | 18 juin      | Caterina Valente       | Ganz Paris träumt von der Liebe |
| 26 | 25 juin      | Caterina Valente       | Ganz Paris träumt von der Liebe |
| 27 | 2 juillet    | Caterina Valente       | Ganz Paris träumt von der Liebe |
| 28 | 9 juillet    | Caterina Valente       | Ganz Paris träumt von der Liebe |
| 29 | 16 juillet   | Caterina Valente       | Ganz Paris träumt von der Liebe |
| 30 | 23 juillet   | Caterina Valente       | Ganz Paris träumt von der Liebe |
| 31 | 30 juillet   | Bibi Johns             | Die Gipsy-Band                  |
| 32 | 6 août       | Bibi Johns             | Die Gipsy-Band                  |
| 33 | 13 août      | Bibi Johns             | Die Gipsy-Band                  |
| 34 | 20 août      | Bibi Johns             | Die Gipsy-Band                  |
| 35 | 27 août      | Bibi Johns             | Die Gipsy-Band                  |
| 36 | 3 septembre  | Bibi Johns             | Die Gipsy-Band                  |
| 37 | 10 septembre | Bibi Johns             | Die Gipsy-Band                  |
| 38 | 17 septembre | Bibi Johns             | Die Gipsy-Band                  |
| 39 | 24 septembre | Bibi Johns             | Die Gipsy-Band                  |
| 40 | 1er octobre  | Silvio Francesco       | Hey Mr. Banjo                   |
| 41 | 8 octobre    | Silvio Francesco       | Hey Mr. Banjo                   |
| 42 | 15 octobre   | Silvio Francesco       | Hey Mr. Banjo                   |
| 43 | 22 octobre   | Silvio Francesco       | Hey Mr. Banjo                   |
| 44 | 29 octobre   | Silvio Francesco       | Hey Mr. Banjo                   |
| 45 | 5 novembre   | Die Hilo Hawaiians     | Domingo Santo Domingo           |
| 46 | 12 novembre  | Die Hilo Hawaiians     | Domingo Santo Domingo           |
| 47 | 19 novembre  | Die Hilo Hawaiians     | Domingo Santo Domingo           |
| 49 | 26 novembre  | Die Hilo Hawaiians     | Domingo Santo Domingo           |
| 50 | 3 décembre   | Lys Assia              | Arrivederci Roma                |
| 51 | 10 décembre  | Lys Assia              | Arrivederci Roma                |
| 52 | 17 décembre  | Lys Assia              | Arrivederci Roma                |
| 53 | 24 décembre  | Lys Assia              | Arrivederci Roma                |
| 54 | 31 décembre  | Peter Alexander        | Der Mond hält seine Wacht       |